# Rocas Cosme Maciel
Die Rocas Cosme Macie sind eine Gruppe von Klippenfelsen im Archipel der Adelaide- und Biscoe-Inseln westlich der Antarktischen Halbinsel. Sie liegen südsüdwestlich des Mount Vélain in der Caleta Maciel, einer Nebenbucht der Hanusse-Bucht im Nordosten der Adelaide-Insel.
Argentinische Wissenschaftler benannten sie nach dem argentinischen Politiker Cosme Maciel (1784–1850).